# Магнолиевые (подсемейство)
Магнолиевые (лат. Magnolioideae) — подсемейство цветковых растений, входящиее в семейства Магнолиевые (Magnoliaceae).

## Классификация
В настоящее время подсемейство насчитывает два рода:
- Род Magnolia — Магнолия
- Род Manglietia — Манглиетия

Виды родов Алцимандра (Alcimandra), Аромадендрон (Aromadendron), Кмерия (Kmeria), Микелия (Michelia), Пахиларнакс (Pachylarnax), Парамикелия (Paramichelia), Талаума (Talauma), Цунгиодендрон (Tsoongiodendron) и Элмерриллия (Elmerrillia) включены в род Магнолия (Magnolia)